# Iðunn

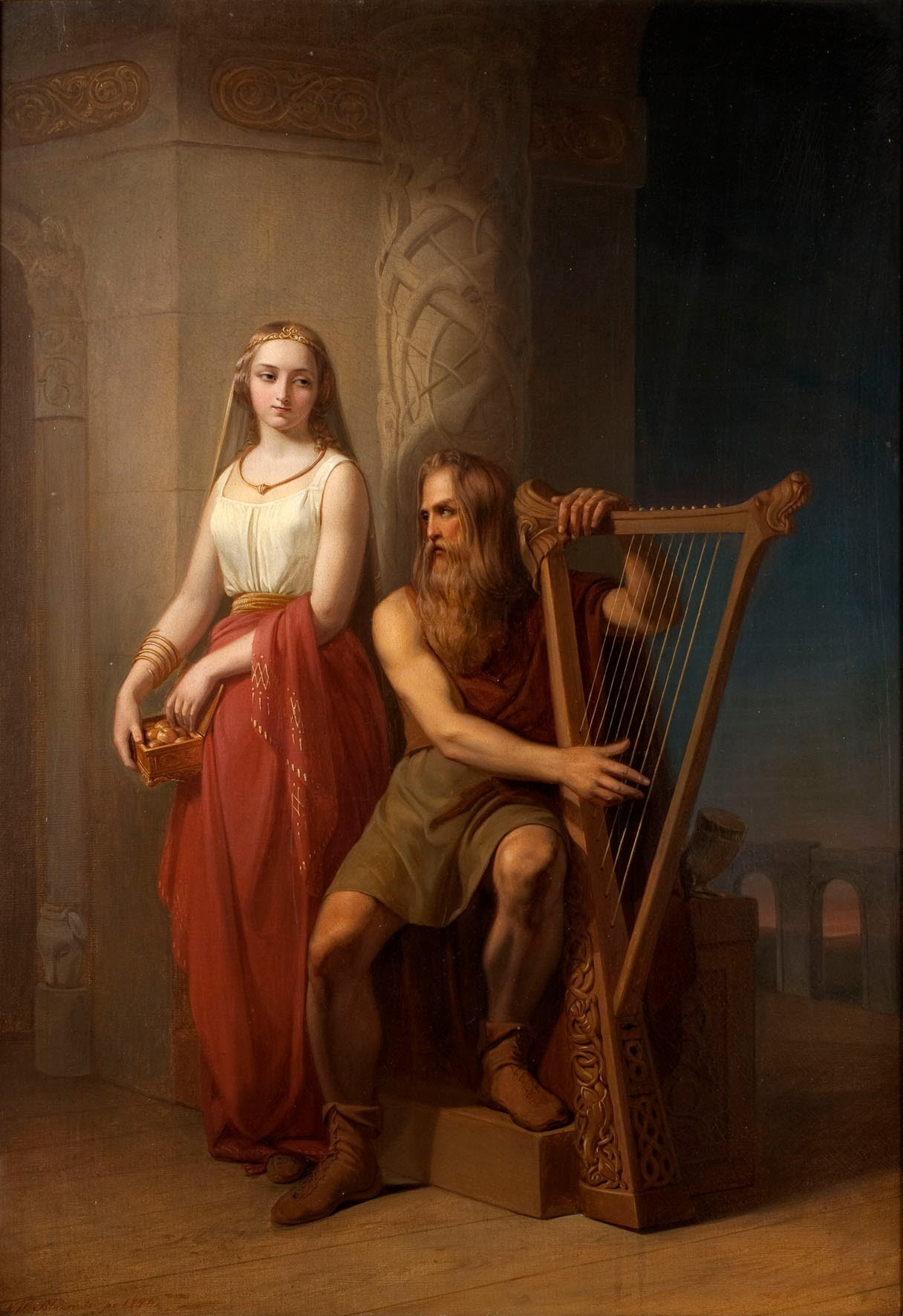
Bragi mentre suona l'arpa e accompagnato da sua moglie Iðunn in questo quadro del XIX secolo di Nils Blommér.

Iðunn (in norreno antico: [ˈiðonː]), anglicizzata in Idun, Idunn o Iduna, è una dea del paganesimo norreno associata alle mele, alla giovinezza e alla primavera, moglie del dio della poesia Bragi. Appartenente alla stirpe degli Æsir, a Iðunn è attribuito il possesso dei frutti miracolosi dei quali gli Dèi si nutrono per mantenersi giovani e vigorosi.
Iðunn appare verosimilmente come una dea della fecondità, simile in ciò a Gerðr (anche se quest'ultima appartiene alla stirpe dei Vanir). Nel Lokasenna, il dio Loki la accusa di essere dedita alla lussuria tanto da aver giaciuto persino con l'assassino del proprio fratello, il che potrebbe indicare lo stesso Bragi.
Di Iðunn è ricordato il mito del suo rapimento da parte del gigante Þjazi. La vicenda ha inizio con un viaggio di Odino, Hœnir e Loki, durante il quale l'arrosto che le tre divinità desiderano cucinarsi viene impedito dai poteri magici di un'aquila, sotto il cui aspetto si cela il gigante trasformato. Loki tenta di colpire l'aquila con un bastone, ma questo rimase incastrato nel corpo del rapace, che spicca il volo trascinandosi dietro il dio. Loki, per salvarsi, stringe un patto con Þjazi, promettendo di consegnargli Iðunn e le sue mele. In seguito Loki riesce a convincere Iðunn a uscire da Ásgarðr e a recarsi in un bosco, dove Þjazi, sempre in forma d'aquila, la rapisce, portandola nella sua dimora montana di Þrymheimr. Privi delle mele di Iðunn gli dèi cominciano a invecchiare e, saputo dell'intrìgo di Loki, lo mandano a chiamare per costringerlo a rimediare. Loki ottiene quindi dalla dea Freyja un travestimento da falco, tramite il quale raggiungere la dimora del gigante, dove trova Iðunn, sola, mentre il padrone di casa si trova momentaneamente sul mare. Loki trasforma Iðunn in una noce, portandola via con sé, ma Þjazi, che si è ben presto accorto dell'incursione, si muta di nuovo in aquila volando all'inseguimento. Gli dèi, allora, una volta che Loki ha fatto ritorno ad Ásgarðr con Iðunn, creano una barriera di fuoco tra le cui fiame Þjazi perisce. In seguito Odino dovrà affrontare la figlia di Þjazi, Skaði, decisa a vendicare il padre: ad ella verrà offerto, in riparazione, il matrimonio con uno degli dèi.
Alcuni studiosi hanno affermato che la presenza delle mele nel mito di Iðunn ha provenienza straniera. Difatti, nei testi più antichi che lo riportano, le mele non sono nominate, e di Iðunn si dice solo genericamente che possiede la medicina per impedire agli dèi di invecchiare . Inoltre, le coltivazioni di mele non furono note in Scandinavia almeno sino al tardo Medioevo. C'è tuttavia chi fa notare che il termine con cui vengono chiamate le mele di Iðunn (epli) si può riferire in senso generico a qualsiasi tipo di frutto tondeggiante, non necessariamente alle mele.
Il mito delle mele di Iðunn ha numerosi analogie in altre mitologie, dove si trovano spesso frutti dai poteri miracolosi, sorvegliati da guardiani, o oggetto di contesa. Dalla leggenda irlandese dei figli di Tuirenn, che rubarono le mele dal giardino di Hisberna, a quella greca del giardino delle Esperidi, sino al ben noto racconto biblico dell'albero della conoscenza del bene e del male.

## Nella cultura di massa
- Nel videogioco del 2002 Fire Emblem: Fūin no Tsurugi, il boss finale del gioco è il corrotto drago divino Idunn, nota anche come la "Sacerdotessa Oscura".
- Nel videogioco rompicapo del 2012 Puzzle & Dragons, le arciere gemelle Idunn & Idunna sono ispirate a Iðunn.
- Nel videogioco del 2018 God of War, le mele di Iðunn sono oggetti collezionabili che aumentano i punti salute.
- Nel videogioco di ruolo del 2021 Shin Megami Tensei V, Idun (イズン?, Izun) appare come uno dei demoni del Da'at, l'apocalittico mondo ultraterreno dov'è ambientato il gioco. Il character design di Idun nel gioco, unisce i modi e l'aspetto di una idol giapponese alle vesti tipiche della tradizione scandinava (specialmente quella norvegese).[2]